# Kingsgrove, New South Wales
Kingsgrove este o suburbie în Sydney, Australia.